# Gian Paolo Romagnani
Gian Paolo Romagnani (Torino, 6 luglio 1957) è uno storico italiano.

## Biografia
Formatosi a Torino alla scuola di Franco Venturi e Giuseppe Ricuperati, nel 1983 è stato borsista della Fondazione Luigi Einaudi di Torino, dal 1988 è docente di storia moderna presso l'Università degli Studi di Verona, dove ricopre il ruolo di professore ordinario di storia moderna. Ivi insegna anche storia della storiografia nella laurea magistrale Interateneo in Scienze Storiche e Forme della memoria LM 84 Verona-Trento. Dopo essere stato fondatore del Dottorato di ricerca in Storia della società europea di Verona, ha diretto la Scuola di dottorato in Scienze umanistiche. Ha altresì ricoperto l'incarico di direttore del Dipartimento di Culture e Civiltà per nove anni (già Tempo Spazio Immagine e Società). Dal 2020 è presidente della Società di studi valdesi; dal 2024 è direttore della rivista "Riforma e movimenti religiosi". 
Si occupa prevalentemente di storia politica e intellettuale dei secoli XVIII-XIX e di storia della storiografia moderna. 
Ha pubblicato contributi rilevanti sulla storia del mondo accademico settecentesco; sulla storia di Verona in età moderna e sulla storia delle minoranze religiose italiane in età moderna.

## Opere
- Carlo Dionisotti e Alessandro Galante Garrone, “Le radici della vita”. Una lunga amicizia attraverso la corrispondenza (1941-1997), a cura di Gian Paolo Romagnani, Edizioni di storia e letteratura, Roma 2024
- "Religionari". Protestanti e valdesi nel Piemonte del Settecento, Claudiana, Torino, 2021
- Storia della storiografia. Dall’antichità a oggi, Carocci, Roma, 2019.
- La società di antico regime. Temi e problemi storiografici, Carocci, Roma, 2010.
- “Sotto la bandiera dell’istoria”. Eruditi e uomini di lettere nell’Italia del Settecento: Maffei, Muratori, Tartarotti, Cierre edizioni, Verona, 1999.
- “Fortemente moderati”. Intellettuali subalpini fra Sette e Ottocento, Edizioni dell’Orso, Alessandria, 1999.
- Prospero Balbo intellettuale e uomo di stato (1762-1837), Vol. I: Il tramonto dell’antico regime in Piemonte (1762-1800), Deputazione subalpina di storia patria, Torino 1988; Vol. II: Da Napoleone a Carlo Alberto (1800-1837), Deputazione subalpina di storia patria, Torino, 1990, su catalogo CoBiS LOD.
- Storiografia e politica culturale nel Piemonte di Carlo Alberto, Deputazione subalpina di storia patria, Torino, 1985, su catalogo CoBiS LOD.

Ha inoltre curato i volumi collettanei:
- Storia dei valdesi, vol. 3°: Dal Rimpatrio all’Emancipazione (1690-1870), Claudiana, Torino, 2024
- Storia di Verona dall'antichità all'età contemporanea (con contributi di A. Buonopane, G.M. Varanini, G. P. Romagnani, M. Zangarini), Cierre, Verona, 2021
- Storia della Società Letteraria di Verona tra Otto e Novecento, (in collaborazione con M. Zangarini), 2 voll., Cierre, Verona, 2008-2010
- Conoscere Verona, Fondazione Campostrini, Verona, 2008.
- Carlantonio Pilati. Un intellettuale trentino nell’Europa dei Lumi, (in collaborazione con S. Ferrari), F. Angeli, Milano 2005.
- Le interdizioni del Duce, (in collaborazione con A. Cavaglion), Claudiana, Torino 2002 (seconda edizione).
- La Bibbia, la coccarda,  il tricolore. I Valdesi tra due emancipazioni 1798-1848, Claudiana, Torino 2001.
- Scipione Maffei nell’Europa del Settecento, Consorzio Editori Veneti-Cierre edizioni, Verona 1998.